# Dumești (Vaslui)
Dumești is een Roemeense gemeente in het district Vaslui.
Dumești telt 3649 inwoners.